# 莫拉尔德拉雷纳
莫拉尔德拉雷纳，是西班牙卡斯蒂利亚-莱昂巴利亚多利德省的一个市镇。总面积43平方公里，总人口222人（2001年），人口密度5人/平方公里。